# 100 Hete Vragen
100 Hete Vragen is een Vlaamse televisieserie, die sinds 2008 uitgezonden werd op 2BE. Anke Buckinx, Matteo Simoni en Evy Ferrari presenteren elke week hun deel.
Anke Buckinx zorgt ervoor dat heel de aflevering één geheel vormt en leidt het programma in en uit.
Matteo Simoni is de reporter die problemen in relationele en seksuele wereld opzoekt en uitlegt.
Evy Ferrari geeft bij elk onderwerp een woordje uitleg.

## Concept
In 100 Hete Vragen worden problemen die niet durven gesteld worden of andere verder uitgediept en uitgelegd aan de hand van filmpjes en gesprekken.